# S-VHS-C
S-VHS-C er en forbedret udgave af VHS-C-systemet. Det er blevet brugt i videokameraer. Billedet fra et S-VHS-C-bånd har 420 lodrette linjer, hvor billedet fra et VHS-C-bånd har 250 lodrette linjer. I videokameraets kasetterum sidder et videohoved, som aflæser & -skriver 2 slags informationer fra båndet: kontrolinformation & lyd/videoinformation. Data og hovedet er i en 45 graders vinkel så dette læses skråt. Dette er gjort for at formindske størrelsen på båndet optimalt og kan visualiseres ved at sammenligne skråstreger og streger ved siden af hinanden:

////////// skråstreger (45 grader)
____________________ streger (0 grader)

Et S-VHS-C-bånd kan sættes i en adapter, så det kan afspilles i en S-VHS-maskine.
S-VHS-C- VHS-C- S-VHS- og VHS-bånd er ½ ″ (1,27 cm) brede.